# راهبردهای زایشی

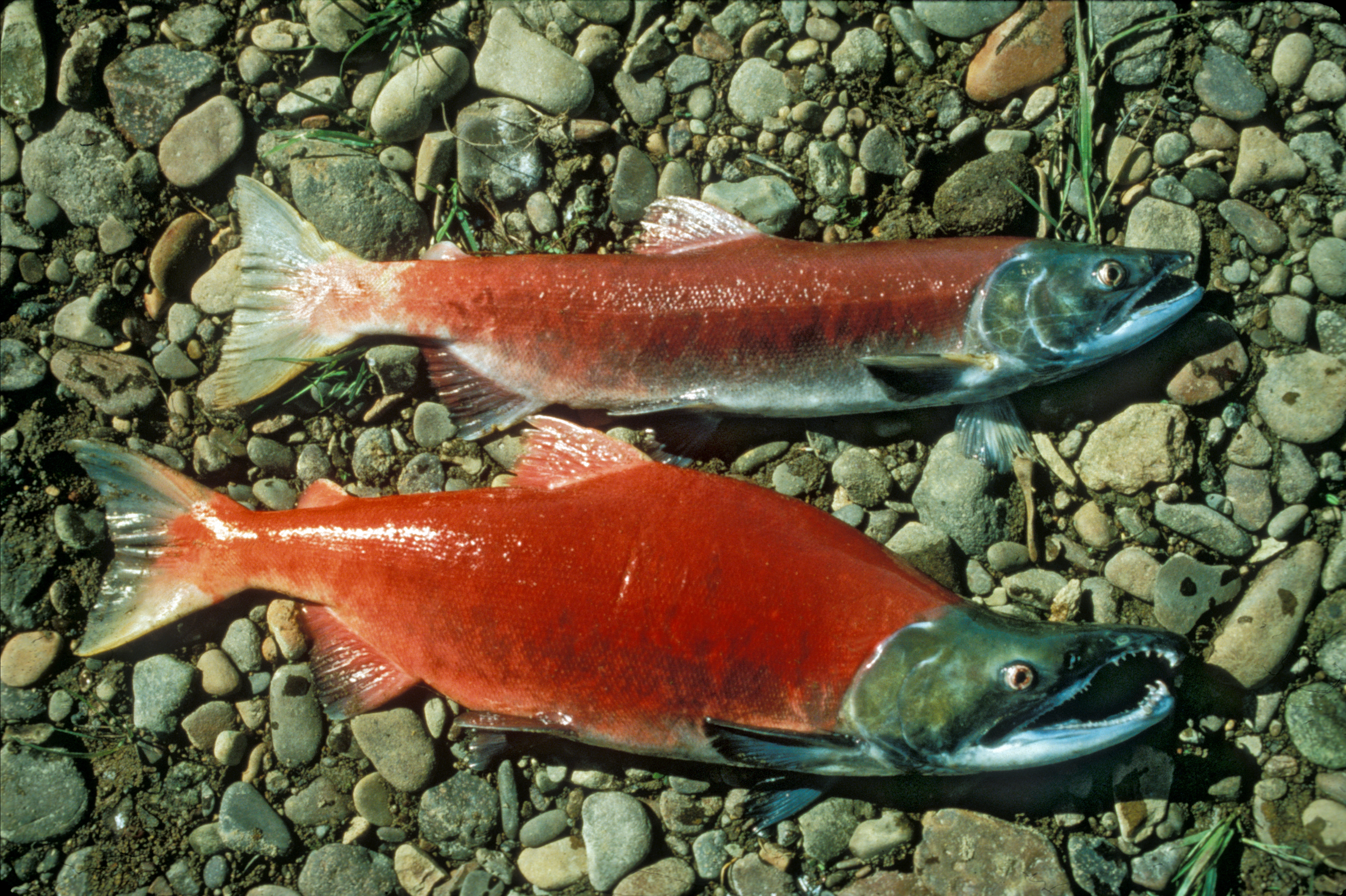
قزل‌آلای اقیانوس آرام نمونه‌ای از جانداران تک‌بارزایی است

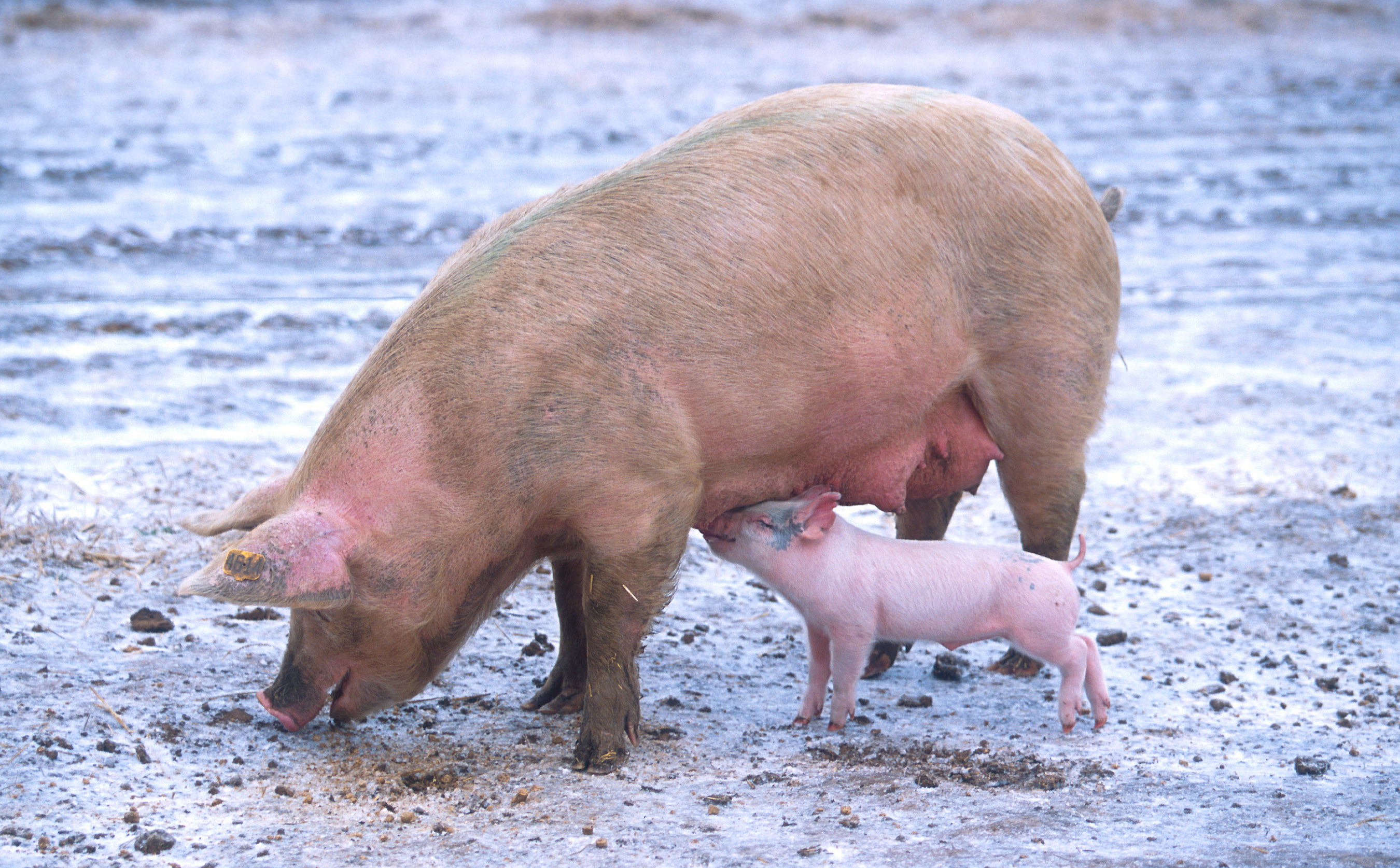
جاندار چندبارزا، جانداری است که می‌تواند در طول عمر خود می‌تواند چندین رخداد تولیدمثلی داشته باشد. خوک نمونه‌ای از یک جاندار زنده چندبارزا است.

گیاهان و جانوران ممکن است دارای دو راهبرد زایشی متضاد باشند. تک‌بارزایی Semelparity و چندبارزایی Iteroparity دو راهبرد متضاد تولیدمثلی هستند که در جانداران زنده وجود دارد. یک گونه اگر با یک دوره زایشی تنها یک بار پیش از مرگ مشخص شود، تک‌بارزا Semelparous در نظر گرفته می‌شود و اگر با چندین چرخه تولیدمثلی در طول عمرش مشخص شود، چندبارزا Iteroparous است. چندبارزایی را می‌توان به چندبارزایی پیوسته (نخستی‌ها از جمله انسان و شامپانزه) و چندبارزایی فصلی (پرندگان، سگ‌ها و غیره) تقسیم کرد. برخی از گیاه‌شناسان از واژگان موازی یعنی تک‌باردهی monocarpy و چندباردهیpolycarpy استفاده می‌کنند.

تلاش باروری در چندبارزایی

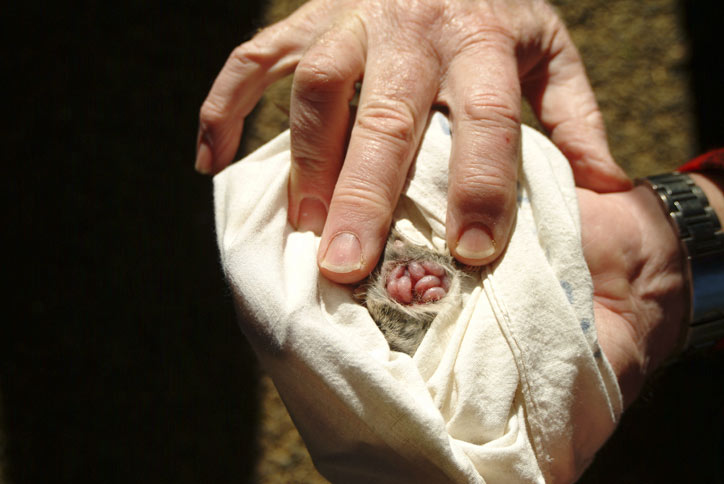
Antechinus agilis در حال نمایش فرزندان درون کیسه